# Kraftwerk Massaboden
Das Kraftwerk Massaboden der Schweizerischen Bundesbahnen (SBB) ist ein Laufwasserkraftwerk, das Bahnstrom erzeugt. Es befindet sich in der Gemeinde Bitsch VS. Die Generatorenhalle enthält einen Eisenbetondachstuhl. Sie wurde in den Jahren 1915 und 1916 vom Architekturbüro Fritschi & Zangerl aus Winterthur nach Plänen der Zürcher Firma Guhl & Geiger erbaut. Die Bauleitung übernahm der Ingenieur F. Rothpletz, der auch für den Simplontunnel II zuständig war. In erster Linie lieferte das Kraftwerk elektrische Energie für die Simplonlinie zwischen Brig und Iselle.
Das Kraftwerk bezieht sein Wasser von der Rhone. Die Anlage besitzt ein Bruttogefälle von 53,7 Meter, die effektiv nutzbare Gefällhöhe beträgt 43,2 Meter. 1949 lag die ausgenützte Wassermenge zwischen 5,0 und 7,0 m³/s, welche zwischenzeitlich auf bis zu 21,5 m³/s erhöht wurde. Das Werk speiste 1949 eine durchschnittliche, jährliche Energiemenge von 15 Millionen kWh ins Netz.
Die Leistung ab Generatoren beträgt 7,2 MW.